# أونيكس (كاليفورنيا)
أونيكس (بالإنجليزية: Onyx CDP, California) هي منطقة سكنية تقع بولاية كاليفورنيا في الولايات المتحدة. تبلغ مساحتها 29.860 كم2، وترتفع عن سطح البحر 852 م، بلغ عدد سكانها 475 نسمة في عام 2010 حسب إحصاء مكتب تعداد الولايات المتحدة وتصل الكثافة السكانية فيها 15.9 نسمة لكل كيلومتر مربع (41.2/ميل2).

## التركيبة السكانية
حدّد مكتب تعداد الولايات المتحدة بيانات التركيبة السكانية لأونيكس في تعداد الولايات المتحدة. في ما يلي، التركيبة السكانية حسب تعدادي 2000 و2010.

### تعداد عام 2000
بلغ عدد سكان أونيكس 476 نسمة بحسب تعداد عام 2000، وبلغ عدد الأسر 197 أسرة وعدد العائلات 128 عائلة مقيمة في المنطقة السكنية. في حين سجلت الكثافة السكانية 15.9 نسمة لكل كيلومتر مربع (41.2/ميل2). وبلغ عدد الوحدات السكنية 281 وحدة بمتوسط كثافة قدره 9.4 لكل كيلومتر مربع (24.3/ميل2).
وتوزع التركيب العرقي للمنطقة السكنية بنسبة 93.49% من البيض و0.21% من الأمريكيين الأفارقة و1.89% من الأمريكيين الأصليين و0.63% من الأعراق الأخرى و3.78% من عرقين مختلطين أو أكثر و4.62% من الهسبانيون أو اللاتينيون من أي عرق.
بلغ عدد الأسر 197 أسرة كانت نسبة 25.4% منها لديها أطفال تحت سن الثامنة عشر تعيش معهم، وبلغت نسبة الأزواج القاطنين مع بعضهم البعض 48.7% من أصل المجموع الكلي للأسر، ونسبة 9.6% من الأسر كان لديها معيلات من الإناث دون وجود شريك، بينما كانت نسبة 6.6% من الأسر لديها معيلون من الذكور دون وجود شريكة وكانت نسبة 35% من غير العائلات. تألفت نسبة 27.4% من أصل جميع الأسر من عدة أفراد يعيشون في نفس المنزل ونسبة 14.2% كانت تتألف من شخص يعيش بمفرده يبلغ من العمر 65 عاماً أو أكثر. وبلغ متوسط حجم الأسرة المعيشية 2.42، أما متوسط حجم العائلات فبلغ 2.92.
بلغ العمر الوسطي للسكان 47.3 عاماً. وكانت نسبة 24.4% من القاطنين تحت سن الثامنة عشر، وكانت نسبة 4% بين الثامنة عشر والرابعة والعشرين عاماً، ونسبة 19.5% كانت واقعةً في الفئة العمرية ما بين الخامسة والعشرين والرابعة والأربعين عاماً، ونسبة 23.5% كانت ما بين الخامسة والأربعين والرابعة والستين، ونسبة 28.6% كانت ضمن فئة الخامسة والستين عاماً فما فوق. يوجد لكل 100 أنثى 97.5 ذكر، ويوجد لكل 100 أنثى في الثامنة عشر من عمرها فما فوق 92.5 ذكر.
بلغ متوسط دخل الأسرة في المنطقة السكنية 16,058 دولارًا، أما متوسط دخل العائلة فبلغ 29,583 دولارًا. وكان متوسط دخل الذكور 31,818 دولارًا مقابل 13,438 دولارًا للإناث. وسجل دخل الفرد الخاص بالمنطقة السكنية 9,370 دولارًا. وكانت نسبة 25.7% من العائلات ونسبة 34.7% من السكان تحت خط الفقر، وكان من هؤلاء نسبة 54.8% تحت سن الثامنة عشر ونسبة 0% في الخامسة والستين من العمر وما فوق.

### تعداد عام 2010
بلغ عدد سكان أونيكس 475 نسمة بحسب تعداد عام 2010، وبلغ عدد الأسر 214 أسرة وعدد العائلات 121 عائلة مقيمة في المنطقة السكنية. في حين سجلت الكثافة السكانية 15.9 نسمة لكل كيلومتر مربع (41.2/ميل2). وبلغ عدد الوحدات السكنية 295 وحدة بمتوسط كثافة قدره 9.9 لكل كيلومتر مربع (25.6/ميل2).
وتوزع التركيب العرقي للمنطقة السكنية بنسبة 85.47% من البيض و0.84% من الأمريكيين الأفارقة و1.89% من الأمريكيين الأصليين و3.37% من الأعراق الأخرى و8.42% من عرقين مختلطين أو أكثر و6.32% من الهسبانيون أو اللاتينيون من أي عرق.
بلغ عدد الأسر 214 أسرة كانت نسبة 18.7% منها لديها أطفال تحت سن الثامنة عشر تعيش معهم، وبلغت نسبة الأزواج القاطنين مع بعضهم البعض 41.6% من أصل المجموع الكلي للأسر، ونسبة 8.9% من الأسر كان لديها معيلات من الإناث دون وجود شريك، بينما كانت نسبة 6.1% من الأسر لديها معيلون من الذكور دون وجود شريكة وكانت نسبة 43.5% من غير العائلات. تألفت نسبة 38.3% من أصل جميع الأسر من عدة أفراد يعيشون في نفس المنزل ونسبة 20.6% كانت تتألف من شخص يعيش بمفرده يبلغ من العمر 65 عاماً أو أكثر. وبلغ متوسط حجم الأسرة المعيشية 2.22، أما متوسط حجم العائلات فبلغ 2.97.
بلغ العمر الوسطي للسكان 51.4 عاماً. وكانت نسبة 17.3% من القاطنين تحت سن الثامنة عشر، وكانت نسبة 5.9% بين الثامنة عشر والرابعة والعشرين عاماً، ونسبة 14.3% كانت واقعةً في الفئة العمرية ما بين الخامسة والعشرين والرابعة والأربعين عاماً، ونسبة 38.7% كانت ما بين الخامسة والأربعين والرابعة والستين، ونسبة 23.8% كانت ضمن فئة الخامسة والستين عاماً فما فوق. وتوزع التركيب الجنسي للسكان بنسبة 49.7% ذكور و50.3% إناث.